# Lijmen/Het been
Pour plus de détails, voir Fiche technique et Distribution.
Lijmen/Het been est un film dramatique belgo-néerlandais sorti en 2000 et réalisé par Robbe De Hert, d'après les romans homonymes de Willem Elsschot.

## Synopsis
Une simple femme d'affaires à la santé précaire (Willeke van Ammelrooy) est victime d'une arnaque. Le malfaiteur la revoit et se rend compte que, par ses actes, elle a perdu une jambe. Il a des remords et désire lui remettre son argent, geste qui n'est pas vraiment accepté.

## Fiche technique
- Titre : Lijmen/Het been
- Réalisation : Robbe De Hert
- Scénario : Fernand Auwera, Robbe De Hert, Ruud Den Dryver et Dorna X. van Rouveroy d'après le roman de Willem Elsschot
- Musique : Joan Berkhemer et Lodewijk de Boer
- Photographie : Piotr Kukla
- Montage : Wim Louwrier
- Production : Ruud Den Dryver et Michel Houdmont
- Société de production : Cineventura et Signature Films
- Pays :  Belgique et  Pays-Bas
- Genre : Drame
- Durée : 110 minutes
- Dates de sortie : 
  -  Pays-Bas : 27 septembre 2000 (Festival du cinéma néerlandais d'Utrecht), 18 janvier 2001

## Distribution
- Willeke van Ammelrooy : Madame Lauwereyssen
- Koen De Bouw : Frans Laarmans
- Mike Verdrengh : Boorman
- Sylvia Kristel : Jeanne
- Jan Decleir : le juge Teugels
- Jaak Van Assche : Van Ganzen (comme Jacques Van Assche)
- Tom Lenaerts (nl) : le photographe
- Lou Landré : Pieter Lauwereyssen
- Els Beatse : Fine Laarmans
- Hans van den Berg : Van Kamp
- René van Asten : Korthals

## Thèmes
Les thèmes du film sont l'exploitation et la culpabilité.

## Les romans
Willem Elsschot a terminé Lijmen, la première partie de ce double roman, à Anvers en 1923. La deuxième partie, Het been, date de 1938. Les deux personnages principaux de ces deux ouvrages sont Frans Laarmans et monsieur Boorman. Laarmans est également le personnage central du roman Kaas, publié en 1933, dans lequel le personnage de Boorman intervient lui aussi, mais dans un rôle mineur.
Voir l'article en néerlandais : Lijmen/Het been (nl)

## Prix
- Prix André-Cavens de l’Union de la critique de cinéma (UCC)
- Willeke van Ammelrooy a reçu le Gouden Kalf pour son rôle dans ce film.